# 布尔卡

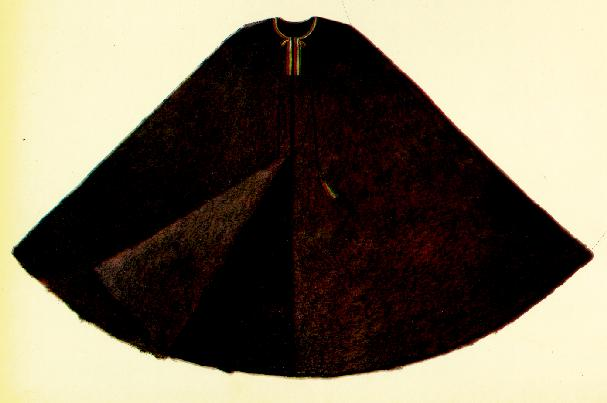
一件典型的布尔卡

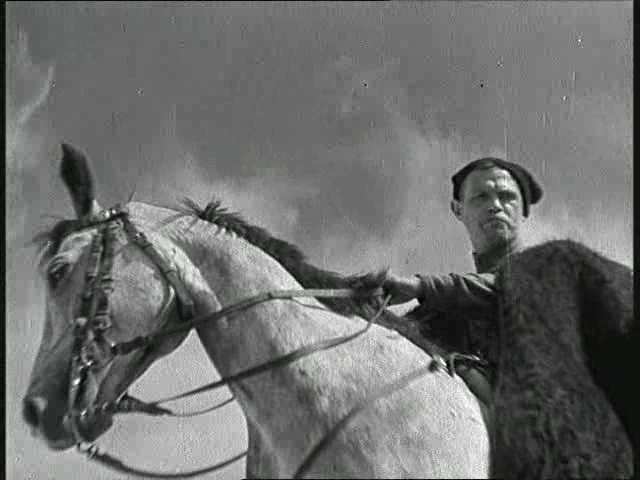
苏联电影《夏伯阳》中身穿布尔卡的演员鲍里斯·安德烈耶维奇·巴博奇金

布尔卡，高加索地区的一种毛毡或卡拉库尔羔皮制作的无袖斗篷，一般为黑色、白色或棕色。布尔卡可分为长而蓬松的骑马装和短而平滑的步行装，骑马装两肩宽大且较步行装有更多的接缝。布尔卡是高加索地区牧羊人和猎人的常用服装，在过去，还是远行者的典型装备。

## 含义
布尔卡对山民而言，不仅仅具有实用性，而且具有特殊的文化意义。一个男孩出生后，会被包裹在斗篷里，到他长大直至死亡后，都有布尔卡的陪伴。.

## 历史
据A·Kavkazova，公元前5世纪的希罗多德就曾有记载布尔卡的早期形式，希腊称其为“melanhlenami”（黑斗篷）。
布尔卡的兴起于北高加索山区，逐步普及到山麓，在车臣、达吉斯坦、卡巴迪亚、伊梅雷蒂均有分布。
由于制作布尔卡中洗涤流程的需要，作坊一般分布在有碱泉的地区。一个家庭作坊平均每年可以制作15件布尔卡斗篷。
在十九世纪，由于高加索地区的军事形势，对布尔卡的需求量大幅增长。当时，不仅当地山民，而且沙皇军队军官也穿戴布尔卡。另外，布尔卡还是哥萨克部队的典型装束。在19世纪中叶到20世纪初，布尔卡的生产规模达到了最大。

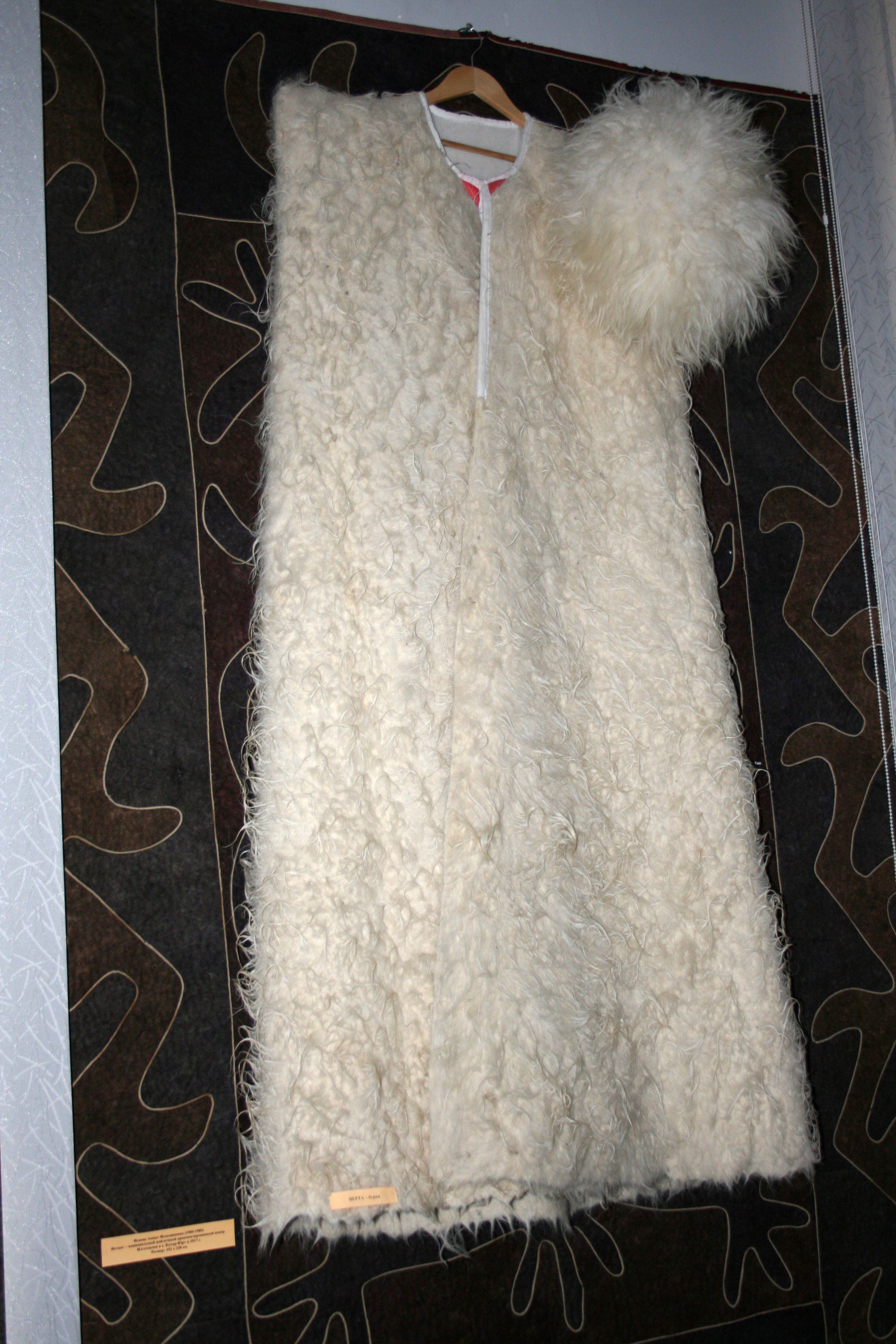
布尔卡和帕帕克帽，收藏于车臣共和国国家博物馆